# Hipposideros ater
Hipposideros ater је сисар из реда слепих мишева и фамилије Hipposideridae.

## Угроженост
Ова врста није угрожена, и наведена је као последња брига јер има широко распрострањење.

## Распрострањење
Ареал врсте Hipposideros ater обухвата већи број држава. 
Врста има станиште у Аустралији, Индији, Тајланду, Бурми, Малезији, Индонезији, Филипинима, Папуи Новој Гвинеји, Ирској, Брунеју (непотврђено) и Шри Ланци.

## Станиште
Станишта врсте су шуме и морски екосистеми. 
Врста је по висини распрострањена до 1700 метара надморске висине. 
Врста је присутна на подручју острва Нова Гвинеја.

## Начин живота
Женка обично окоти по једно младунче.